# Глушанский сельсовет
Глуша́нский сельсовет (бел. Глуша́нскі сельсавет) — административно-территориальная единица Бобруйского района Могилёвской области Республики Беларусь.

## Географическое положение
Расположен в 25 километрах на юго-западе от Бобруйска и в 30 километрах на юго-востоке от г. Осиповичи. Граничит с Глусским районом.

## История
До 20 марта 2013 имел статус поссовета. 20 ноября 2013 года расширен за счёт населённых пунктов упразднённых Гороховского и Осовского сельсоветов.

## Население
- 2012 год — 1309 человек, 580 домашних хозяйств.
- 2014 год — 1798 человек, 835 домашних хозяйств.

## Состав
Глушанский сельсовет включает населённые пункты:
- Борки — деревня.
- Глуша — посёлок.
- Глуша — деревня.
- Городчина — деревня[К 1].
- Дачное — посёлок.
- Двор-Глуша — деревня[К 1].
- Дворище — деревня[К 1].
- Дойничево — деревня.
- Забудьки — деревня.
- Каменка — деревня[К 1].
- Кисловщина — деревня[К 1].
- Коробовщина — деревня.
- Красная Заря — посёлок[К 2].
- Красновичи — деревня[К 1].
- Красный Огород — посёлок[К 2].
- Круглониво — деревня[К 1].
- Ленинцы — деревня[К 1].
- Лужанец — деревня[К 1].
- Ляды — посёлок[К 2].
- Мосты — деревня[К 1].
- Новоселки — деревня.
- Пасека — деревня[К 1].
- Покровка — деревня.
- Полошково — деревня[К 1].
- Рымовцы — деревня[К 1].
- Слобода — деревня.
- Трусовщина — деревня[К 1].
- Фортуны — деревня[К 1].
- Хорошие — деревня[К 1].
- Ясены — деревня[К 1].

## Производственная сфера
Производственный участок УКП «Жилкомхоз» в п. Глуша, Глушанское опытно-производственное лесничество, ЧПУП «Славянка-Глуша», ЧУП «Инициатива плюс», ОДО «Магнолия К», ЧУП «Компания Дар-Форт», ООО «Инова М Стиль», ООО «Оллеяс М», агроусадьба «Спадчына».

## Социально-культурная сфера
Учреждения образования: ГУО «Глушанский учебно-педагогический комплекс детский сад — средняя школа Бобруйского района», Учреждения здравоохранения: УЗ «Глушанская участковая больница», Глушанский поселковый Дом культуры, в ДК п. Глуша также расположены школа искусств и поселковая библиотека.

## Достопримечательности
В посёлке Глуша расположен дом и памятник писателя Алеся Адамовича.

## Комментарии
1. 1 2 3 4 5 6 7 8 9 10 11 12 13 14 15 16 17  Передана 20.11.2013 из состава упразднённого Гороховского сельсовета[1].
2. 1 2 3  Передан 20.11.2013 из состава упразднённого Гороховского сельсовета[1].